# Arte metafísica

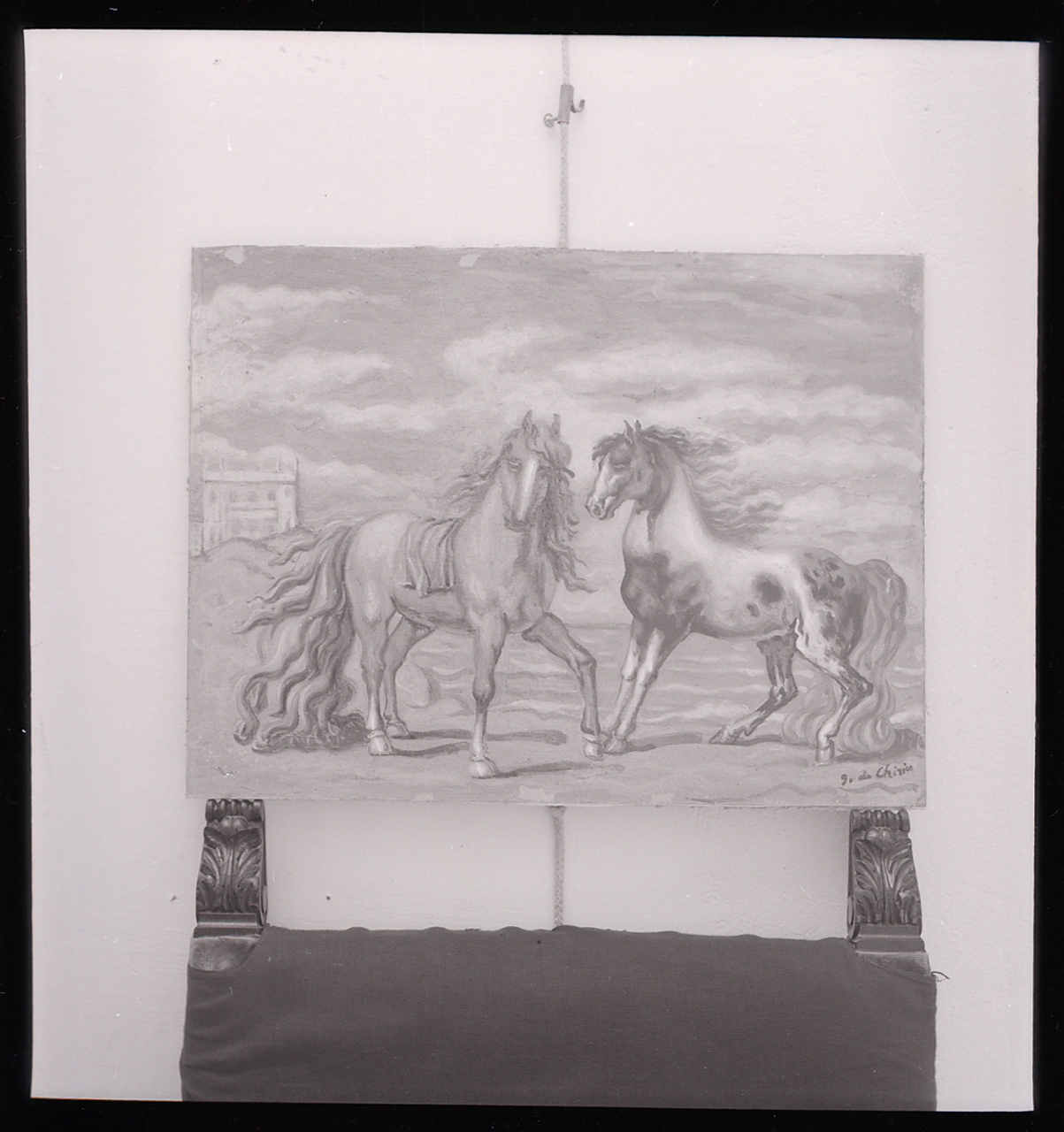
Giorgio de Chirico, Cavalli (foto Paolo Monti. Fondo Paolo Monti, BEIC).

A Arte metafísica (em italiano: Pittura Metafisica) é a designação de um estilo de pintura que se desenvolveu, principalmente, entre 1911 e 1920, pelos dois artistas italianos Giorgio de Chirico (1888-1978) e Carlo Carrà (1881-1966) e, mais tarde, por Giorgio Morandi (1890-1964). O termo surgiu durante a estada de Chirico e Carrà no hospital neurológico Villa Del Seminario em 1917, e o nome advém da criação de uma natureza visionária do mundo para além da realidade das coisas.
Este estilo caracteriza-se pela utilização de imagens que conduzem a um ambiente misterioso, enigmático, onírico, com iluminação irreal e perspectivas impossíveis, e iconografia simbólica estranha, como frutas, legumes, estátuas e manequins; as imagens representam objectos e entidades reais, mas transmitem-na de forma incongruente e inquietante. A estrutura arquitectónica lembra a imobilidade da arte do Renascimento do século XVI. A pintura metafísica vai buscar influências ao movimento simbolista, e influencia ela própria o surrealismo na década de 1920, nomeadamente nas obras de Salvador Dalí (1904-89) e René Magritte (1898-1967).

## Desenvolvimento
Giorgio de Chirico, ao contrário de muitos artistas de sua geração, achou pouco a admirar nas obras de Cézanne e outros modernistas franceses, mas foi inspirado nas pinturas do simbolista suíço Arnold Böcklin e no trabalho de artistas alemães como Max Klinger.
Sua pintura O Enigma de uma tarde de Outono (c. 1910) é considerada seu primeiro trabalho metafísico; Foi inspirado pelo que Chirico chamou de "revelação" que ele experimentou na Piazza Santa Croce em Florença. Em trabalhos subsequentes, ele desenvolveu uma imagem inquietante de quadrados desertos, muitas vezes delimitados por arcadas inclinadas abruptamente, mostradas em uma luz raspada. Figuras minúsculas à distância com sombras longas, ou no lugar das figuras existem manequins sem costura. O efeito era para produzir uma sensação de deslocamento no tempo e no espaço.
O tema das obras de Giorgio de Chirico são as paisagens urbanas. Mas as cidades de seus quadros são desertas e melancólicas. Os edifícios, geralmente enormes e vazios, assumem um aspecto inquietante e a cena parece ser dominada por um silêncio perturbador, como em O Regresso do Poeta (1911). Alguns críticos viram nesses elementos da pintura de Chirico, uma oposição entre a técnica precisa com que o artista compõe a cena e a inquietação que ela desperta no espectador.
Em 1913, Guillaume Apollinaire fez o primeiro uso do termo "metafísico" para descrever as pinturas de Chirico.
A partir de 1916, as construções geométricas de Giorgio de Chirico, de seu irmão Alberto Savinio e de Carlo Carrà tinham fundado a pintura metafísica, inspirando-se simultaneamente, na cultura grega e na filosofia europeia.
Em fevereiro de 1917, o pintor futurista Carlo Carrà conheceu Chirico em Ferrara, onde ambos estavam instalados durante a Primeira Guerra Mundial. Carrà desenvolveu uma variante do estilo metafísico, no qual o dinamismo de seu trabalho anterior foi substituído pela imobilidade e os dois artistas trabalharam juntos por vários meses em 1917 em um hospital militar em Ferrara. Em Canto de Amor (1914), de Chirico recorre a um repertório arqueológico, inserindo-o num contexto mais moderno. No quadro, uma escultura antiga e uma simples luva formam um conjunto extremamente imóvel, num lugar que hesita entre o passado e o presente. Da mesma forma, A Musa Metafísica (1917), de Carrà, há um manequim e diversos objetos que parecem ter sido associados por uma vontade transcendente.
De acordo com a historiadora de arte, Jennifer Mundy, "Carrà adotou a imagem de manequins de Chirico em espaços claustrofóbicos, mas suas obras careciam do senso de ironia e enigma de Chirico, e ele sempre reteve uma perspectiva correta". Depois de uma exposição do trabalho de Carrà em Milão, em dezembro de 1917, os críticos começaram a escrever de Carrà como inventor da pintura metafísica, para a irritação de Chirico. Carrà fez pouco para dissipar essa ideia em Pittura Metafisica, um livro que ele publicou em 1919, então a relação entre os dois artistas terminou. Em 1919, ambos os artistas já haviam abandonado em grande parte o estilo a favor do Neoclassicismo.
Outros pintores que adotaram o estilo incluíram Giorgio Morandi por volta de 1917-1920, Filippo de Pisis e Mario Sironi. Na década de 1920 e mais tarde, o legado da pintura metafísica influenciou o trabalho de Felice Casorati, Max Ernst e outros. Exposições de arte metafísica na Alemanha em 1921 e 1924 inspiraram o uso de imagens de manequins em obras de George Grosz e Oskar Schlemmer. Muitas pinturas de René Magritte, Salvador Dalí e outros surrealistas fazem uso de elementos formais e temáticos derivados da pintura metafísica.

## Ferrara - A escola metafísica
A Escola metafísica, surgiu de uma sucessão de coincidências. Primeiro, em junho de 1915, quando Alberto Savinio e Giorgio de Chirico, alistados no exército italiano - em meio a Primeira Guerra Mundial - chegaram a Ferrara, após passarem por Turim e Florença. Na cidade, estabeleceram contatos com Ardengo Soffici e Giovanni Papini na Itália e com o comerciante e colecionador de arte parisiense Paul Guillaume. Já em 1916, retomam contato com Apollinaire e conhecem o intelectual nativo de Ferrara, Filippo de Pisi. Foi nesse período que Soffici e Chirico percebem uma intensa comunhão de ideias e a vontade de delinear uma nova estratégia cultural. Nesse contexto, já em finais de março de 1917, o artista Carlo Carrà, já havia adentrado as discussões para a criação dessa nova vertente artística. 
A segunda coincidência e também, o marco para o início da Escola Metafísica se deu quando Chirico e Carrà foram enviados pelo exercito italiano para servir no hospital neurológico Villa Del Seminario, em abril de 1917. Savino foi enviado a Salónica, na Macedônia. Carrà foi exonerado do serviço militar em agosto do mesmo ano, voltando então para Milão, na viagem, carregou consigo algumas telas pertencentes a Chirico. 
Já em Milão, em 18 de Dezembro de 1917, na galeria Paolo Chini, expôs várias telas, dentre elas The Drunken Gentleman, The Wheelchair e The Romanticists onde a influência de Chirico era bastante perceptível. Chirico havia enviado ao amigo algumas de suas obras, como Hector e Andromaca, The Trovatore e outras, mas que não foram expostas. A Primeira exposição de arte metafísica aconteceu na Itália, sem seu maior representante, Chirico, que diferente de Carrà era completamente desconhecido. 
Foi somente dois anos depois, no início de fevereiro de 1919, na galeria Giulio Bragaglia em Roma que Giorgio de Chirico inaugurou sua primeira exposição no país. 
O Surgimento da arte metafísica foi na Itália, especialmente em Ferrara em meados de 1916. A Palavra metafísica foi usada pela primeira vez no século I pelo filósofo Andrônico de Rodes, numa tentativa de catalogar a arte de Aristóteles, por isso, a palavra significa: "literalmente" metade "física"; cuja intenção é tratar aquilo que está além do material. A arte metafísica, portanto, retrata o inconsciente e o sonho, aquilo que é surreal. A pintura é realista, mas confunde os olhos, sem um ponto focal necessariamente estabelecido.

###### Características principais da arte metafísica
- As telas são construídas com pontos de escape inconsistentes, onde o olho é forçado a assimilar diferentes arranjos da imagem.
- Solidão, ausência de personagens humanos, mutilações, estátuas e personagens mitológicos representados.
- Cores planas e uniformes.
- Sombras exageradas.

###### Principais artistas
- Giorgio Chirico
- Alberto Savinio
- Carlo Carrà
- Giorgio Morandi

A corrente metafísica foi de suma importância para o Surrealismo, pois influenciou vários artistas. 